# Víctor Arriazu y Calleja
Víctor Enrique José de Arriazu y Calleja (Barcelona, 1935 - Puerto de la Cruz, 27 de abril de 1997) más conocido como Victor Arriazu y Calleja fue un dibujante español y uno de los dibujantes y entintadores de los célebres cómics españoles El Capitán Trueno y El Jabato.

## Biografía
Nace en Barcelona en 1935 en el seno de una familia acomodada perteneciente a la aristocracia rural navarra y muy vinculada al carlismo. Víctor Arriazu y Calleja era nieto del IV Marqués de Mendiri, Conde de Abárzuza y caballero de la Orden de la Legitimidad Proscrita don  Víctor de Arriazu y Mendiri . Asimismo, el artista estaba  emparentado por línea materna con don Saturnino Calleja Fernández fundador de la famosa editorial Calleja.
A los dieciocho años ingresó en la escuela Massana de Barcelona, donde cursó los estudios de Bellas Artes. En 1958, dada su gran amistad con Víctor Mora —creador de El Capitán Trueno y El Jabato; entró en su equipo colaborando en la tarea de portadista y entintador junto con Francisco Darnís. Tras  Jaume Juez, Arriazu, fue el siguiente entintador de los cuadernos de la serie, El Jabato. Como entintador  participó desde el n.º 298 hasta el 331 de esta publicación. Asimismo, en el desempeño de su actividad artística siguió con fidelidad el lápiz de Darnís pero a diferencia de la etapa de Jaume Juez, que era más detallista, la de Arriazu se caracteriza por ser de  una línea más clara.
Asimismo participó como dibujante en la publicación El Capitán Trueno Extra, concretamente en los números, 197 al 199, 201 al 203 y del 210 al 212.
Llevó a cabo este trabajo para las editoriales Bruguera y FleetWay hasta 1968 fecha en la que se vio obligado a abandonarlo por razones de salud. Desde entonces se dedicó a la pintura y a exponer su obra. Murió en la localidad canaria de Puerto de la Cruz donde residía por causa de un infarto de miocardio. Está enterrado en el Cementerio de Montjuïc.

## Obra y Personajes
Listado de publicaciones, en las cuales Víctor Arriazu, participó, en parte o en su totalidad. 
| Años | Título             | Guionista | Tipo              | Editorial | Notas                         |
| ---- | ------------------ | --------- | ----------------- | --------- | ----------------------------- |
| 1959 | Quiniela del saber | sin datos | sin datos         | sin datos | En la revista, DDT(colectiva) |
| 1963 | Jim Sullivan       | sin datos | Cuaderno          | Bruguera  | En El Jabato Extra            |
| 1958 | El Jabato          | sin datos | Cuaderno apaisado | Bruguera  | En Superaventuras             |